# Coimbragruppen

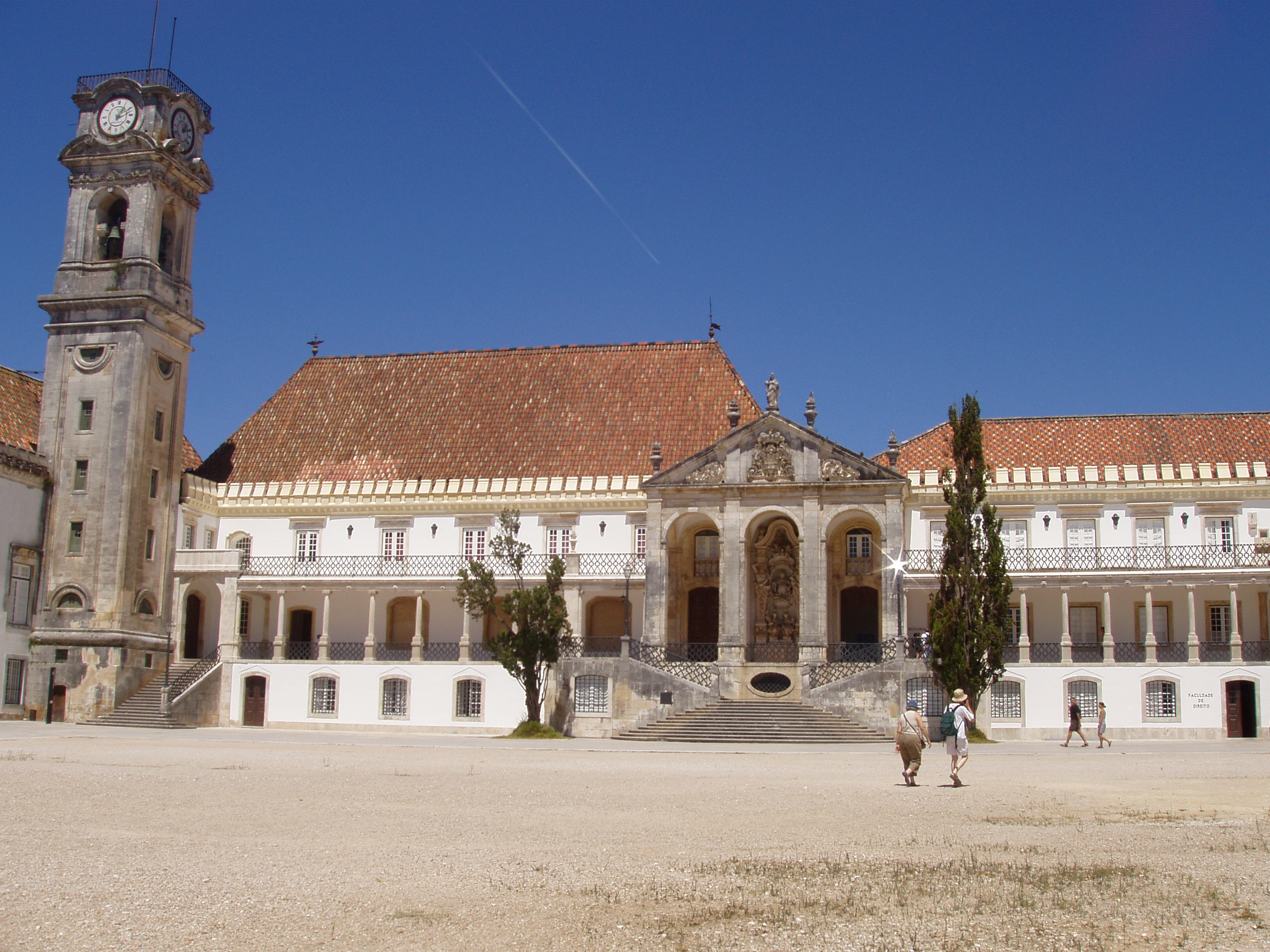
Universitetet i Coimbra

Coimbragruppen, grundad 1985, är en förening av 39 europeiska universitet, varav flera tillhör de äldsta och mest prestigefulla i Europa.
Samarbetsgruppen har sitt namn efter Coimbras universitet i Portugal, ett av Europas äldsta universitet, grundat 1285, som därmed firade sitt 700-årsjubileum 1985, året för gruppens bildande.
Gruppen samarbetar för att, till förmån för sina medlemmar, stärka internationalisering, akademiskt samarbete, hög standard i utbildning och forskning samt tjänster gentemot omgivande samhällen.

## Medlemsuniversitet
Belgien

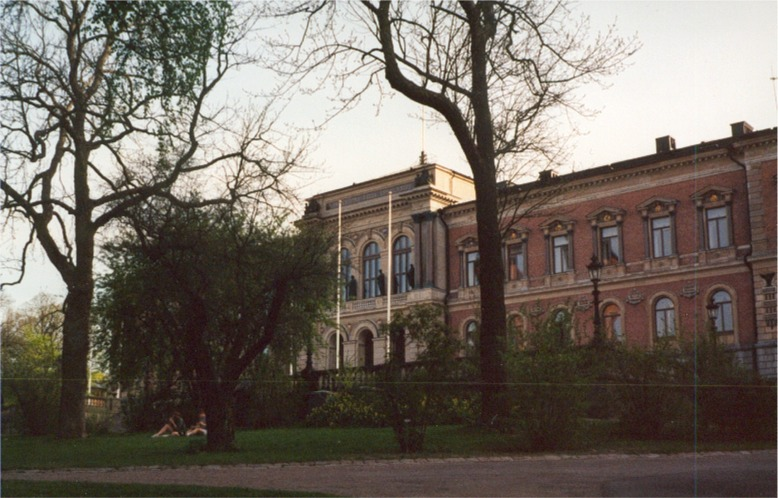
Uppsala universitet

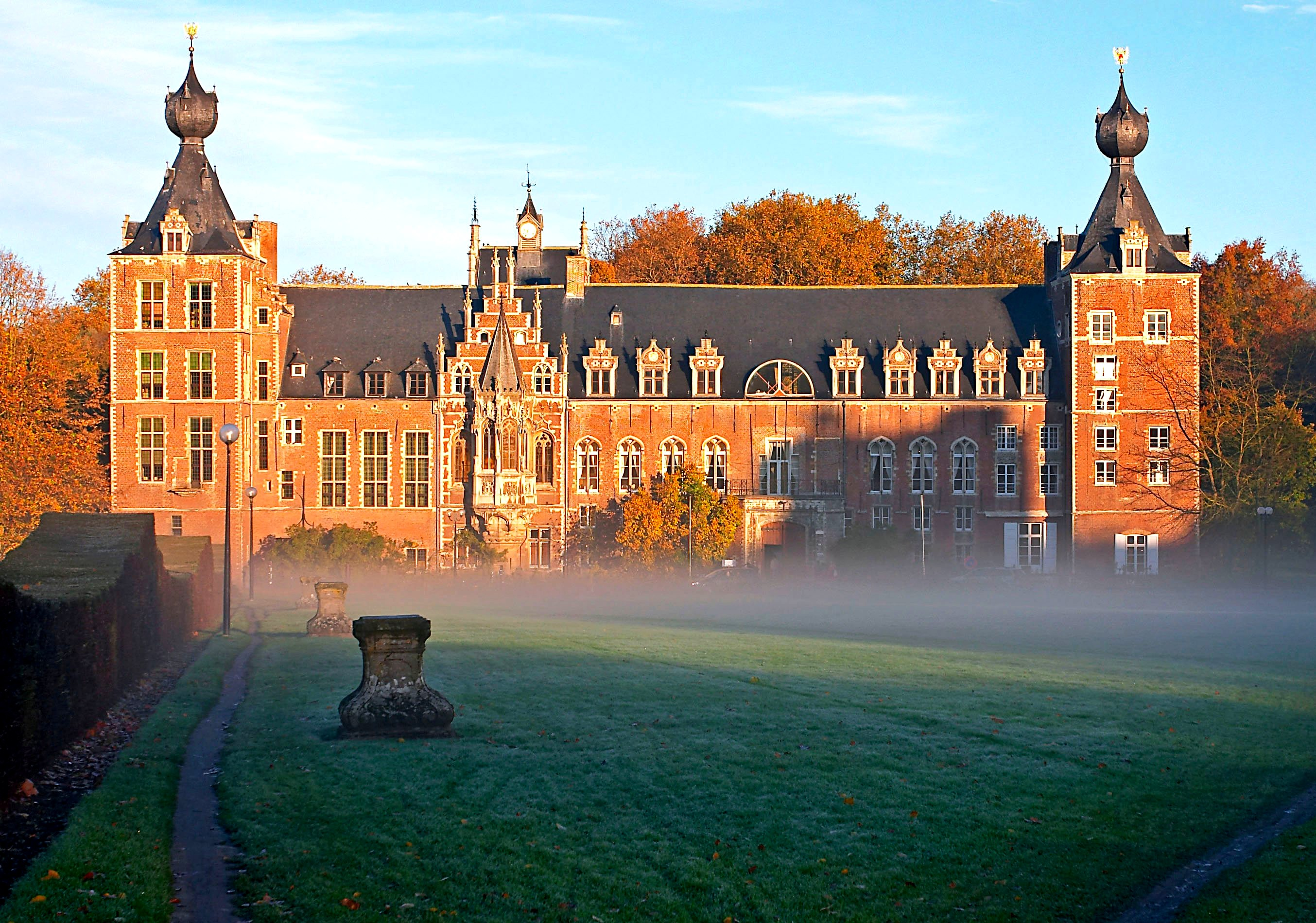
Katholieke Universiteit Leuven

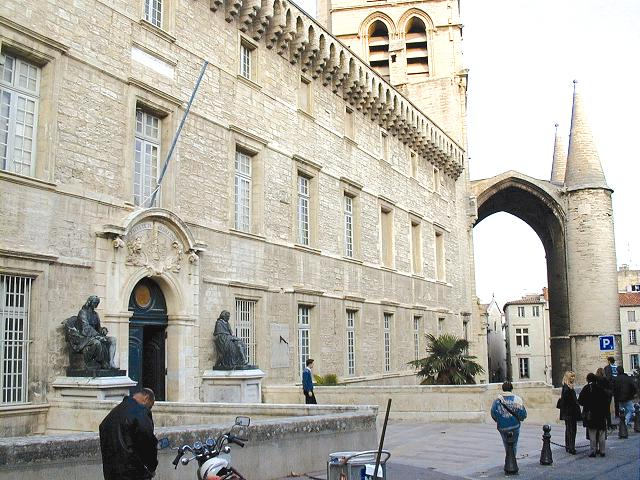
Université Montpellier 1

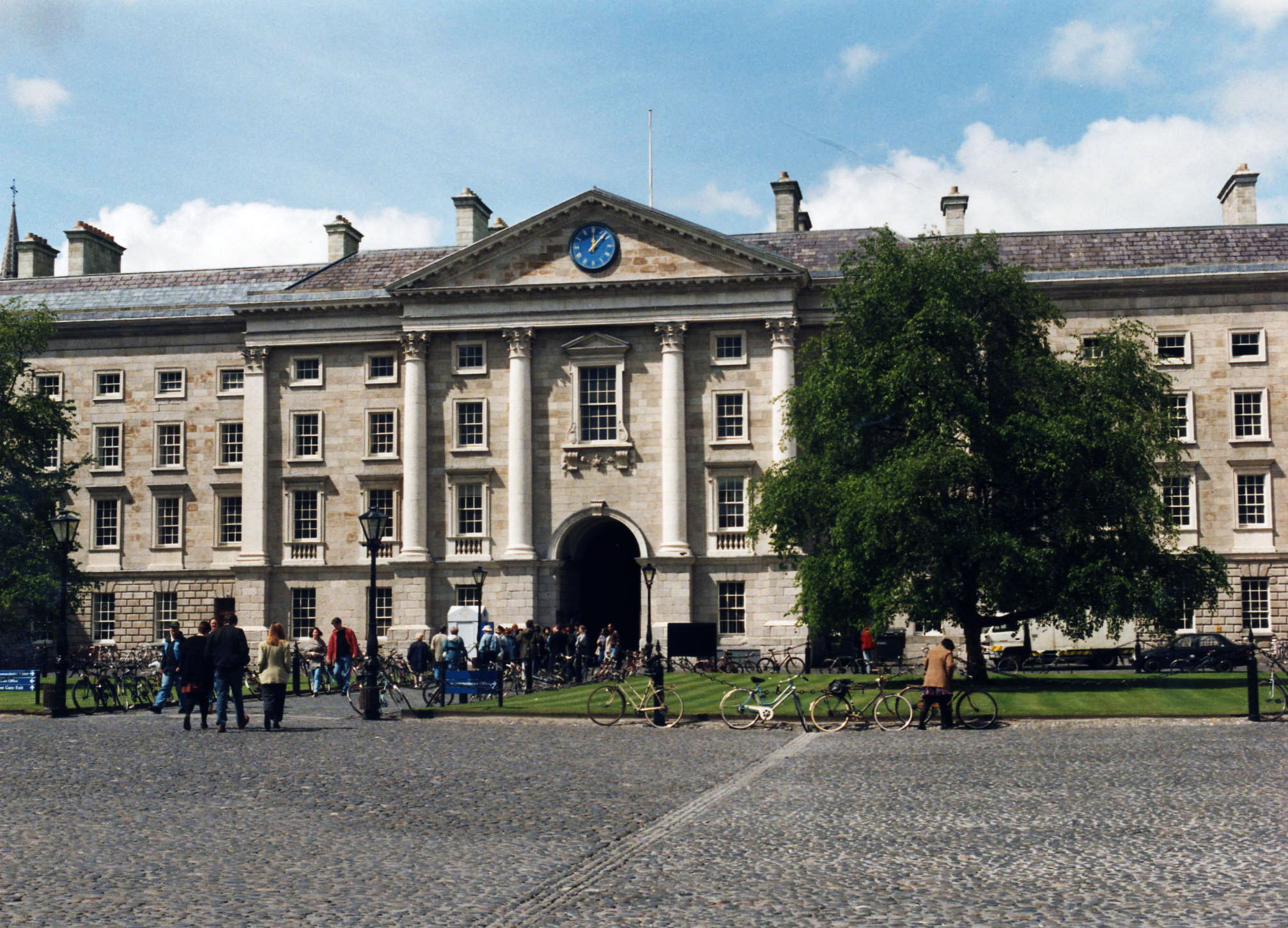
Trinity College, Dublin

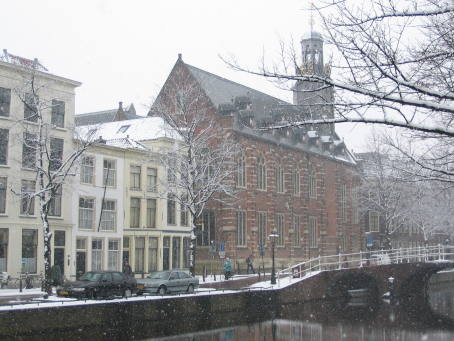
Universitetet i Leiden

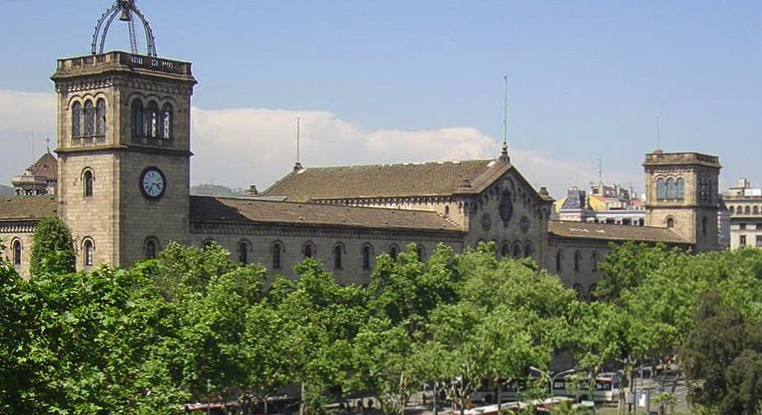
Universitetet i Barcelona

- Katholieke Universiteit Leuven (nederländsktalande)
- Université catholique de Louvain (fransktalande)

Danmark
- Aarhus universitet

Estland
- Tartu universitet

Finland
- Åbo Akademi
- Åbo universitet

Frankrike
- Université de Montpellier
- Universitetet i Poitiers

Irland
- National University of Ireland, Galway
- Trinity College, Dublin

Italien
- Universitetet i Bologna
- Universitetet i Padua
- Universitetet i Pavia
- Universitetet i Siena

Litauen
- Universitetet i Vilnius

Nederländerna
- Universitetet i Groningen
- Universitetet i Leiden

Norge
- Universitetet i Bergen

Polen
- Universitetet i Kraków

Portugal
- Coimbras universitet

Rumänien
- Alexandru Ioan Cuza Universitet i Iași

Ryssland
- Universitetet i Sankt Petersburg

Schweiz
- Universitetet i Genève

Spanien
- Universitetet i Barcelona
- Universitetet i Granada
- Universitetet i Salamanca

Storbritannien
- Universitetet i Bristol
- Universitetet i Durham
- Universitetet i Edinburgh

Sverige
- Uppsala universitet

Tjeckien
- Karls-universitetet i Prag

Turkiet
- Universitetet i Istanbul

Tyskland
- Universitetet i Köln
- Universitetet i Göttingen
- Universitetet i Heidelberg
- Universitetet i Jena
- Universitetet i Würzburg

Ungern
- Universitetet i Budapest

Österrike
- Universitetet i Graz